# Риз, Гэвин
Гэвин Риз (англ. Gavin Rees, р. 10 мая 1980 года, Ньюпорт, Уэльс, Великобритания) — британский боксёр-профессионал, выступающий в лёгкой весовой категории. Чемпион мира по версии WBA, 2007—2008 года, чемпиона Европы по версии EBU, 2011—2012 года.

## Профессиональная карьера
Риз дебютировал на профессиональном ринге в 1998 году в возрасте 18 лет в первой лёгкой весовой категории.
Долгое время проводил низкорейтинговые поединки, пока в 2006 году Ризу повезло, и он вышел на титульный поединок за звание чемпиона мира по версии WBA, боксёром из франции Мбае Сулейманом. Риз победил по очкам и совершил громкий апсет.
После этого поединка Риз вышел на ринг с обязательным претендентом, боксёром с Украины, который изначально должен был быть соперником Сулеймана. В марте 2008 года, Риз проиграл титул нокаутом в 12-м раунде Андрею Котельнику.
В 2009 году Гэвин выиграл турнир Prizefigyter.
В ноябре 2010 года Риз нокаутировал непобеждённого соотечественника Джона Уотсона, и завоевал титул чемпиона Великобритании.
В следующем поединке Гэвин Риз победил по очкам непобеждённого боксёра из Ирландии, Энди Мюррея, и завоевал титул чемпиона Европы в лёгком весе по версии EBU.
В 2012 году защитил европейский титул в бою с Дерри Мэтьюсом.
Трижды защитил титул, и в феврале 2013 года в бою за титул чемпиона мира проиграл нокаутом американскому молодому проспекту, Эдриэну Бронеру.